# Angela Jones
Angela Jones (* 23. Dezember 1968 in Greensburg, Pennsylvania) ist eine US-amerikanische Schauspielerin.

## Leben
Nachdem Jones 1986 ihre Schullaufbahn an der Jeanette Senior High beendet hatte, wandte sie sich der Schauspielerei zu und erhielt 1988 in Terrorgram ihre erste Rolle. In Die Fratze des Todes war sie Körperdouble für Catherine Oxenberg. In dem Kurzfilm Curdled spielte Jones die Hauptdarstellerin. Durch diesen Film wurde Quentin Tarantino auf sie aufmerksam und gab ihr eine Rolle in seinem Film Pulp Fiction.
Neben ihrer Tätigkeit in Kinofilmen ist Jones auch in Fernsehproduktionen zu sehen, wie etwa in Schule der Gewalt, der 1993 erstmals ausgestrahlt wurde. In der Serie Emergency Room – Die Notaufnahme spielte sie 1995 in einer Folge mit.
Seit 2015 lebt sie in London.

## Filmografie (Auswahl)
- 1988: Terrorgram
- 1991: Curdled (Kurzfilm)
- 1993: Das Grauen kennt keine Grenzen (Hidden Fears)
- 1993: Schule der Gewalt (Strapped), (Fernsehfilm)
- 1994: Pulp Fiction
- 1995: Emergency Room – Die Notaufnahme (ER, Fernsehserie)
- 1996: Vatertag – Ein guter Tag zum Sterben (Underworld)
- 1996: Curdled – Der Wahnsinn (Curdled)
- 1998: Social Outcasts – Gewalt ist ihr Gesetz (Pariah)
- 1998: Kinder des Zorns 5 – Feld des Terrors (Children of the Corn V: Fields of Terror)
- 1998: Die letzte Rechnung zahlt der Tod (Back to Even)
- 1999: Fixations
- 1999: Morella
- 1999: Shasta McNasty (Fernsehserie)
- 1999: Der Mondmann
- 2001: Family Secrets
- 2007: The Caper
- 2010: Holding Back
- 2011: Chillerama
- 2014: House at the End of the Drive
- 2019: Butt Boy